# Hazell
Hazell è una serie televisiva britannica in 22 episodi trasmessi per la prima volta nel corso di 2 stagioni dal 1978 al 1979.
È una serie del genere poliziesco incentrata sui casi affrontati dal detective privato James Hazell. James Hazell è un personaggio creato dal giornalista e romanziere Gordon Williams e dall'ex calciatore e manager Terry Venables. Il primo romanzo, The Bornless Keeper, pubblicato nel 1974, fu seguito da Hazell plays Solomon nello stesso anno. Hazell plays Solomon è anche il primo episodio della serie. Il saggio e risolutivo detective privato è interpretato da Nicholas Ball. Hazell è una intelligente parodia dei detective protagonisti di precedenti produzioni noir, come Philip Marlowe o Sam Spade.

## Trama
James Hazell è un abile investigatore privato inglese ed ex detective della polizia, ritiratosi poi a vita privata per un grave problema all'anca. Con problemi di alcol e un divorzio sulle spalle, Hazell risolve brillantemente i casi che gli vengono proposti anche con l'aiuto del cugino Tel e di Choc Minty, un agente scozzese del Criminal Investigation Department, e con la sua voce fuori campo che ironicamente si presta spesso a commentare le situazioni più o meno divertenti dei vari episodi.

## Personaggi e interpreti

### Personaggi principali
- James Hazell (22 episodi, 1978-1979), interpretato da Nicholas Ball.
- 'Choc' Minty (14 episodi, 1978-1979), interpretato da Roddy McMillan.
- Cugino Tel (13 episodi, 1978-1979), interpretato da Desmond McNamara.
- Graham Morris (12 episodi, 1979), interpretato da Peter Bourke.

### Personaggi secondari
- Maureen (8 episodi, 1978), interpretato da Maggie Riley.
- Dot Wilmington (8 episodi, 1978), interpretato da Barbara Young.
- Mrs. Gladys Hazell (5 episodi, 1978-1979), interpretato da Betty Hardy.
- Gordon Gregory (5 episodi, 1978), interpretato da James Faulkner.
- Vinnie Rae (3 episodi, 1978), interpretato da Celia Gregory.
- Diane (3 episodi, 1978), interpretato da Fiona Mollison.
- Moira (2 episodi, 1978-1979), interpretato da Alexandra Dane.
- Fred Hazell (2 episodi, 1978), interpretato da George Hilsdon.

## Produzione
La serie fu prodotta da Tim Aspinall e June Roberts per la Thames Television. Le musiche furono composte da Andy Mackay, i titoli di coda incorporano il tema musicale cantato da Maggie Bell con testi di Judy Forrest.

### Registi
Tra i registi sono accreditati:
- Brian Farnham in 3 episodi (1978-1979)
- Jim Goddard in 3 episodi (1978)
- Baz Taylor in 3 episodi (1979)
- Moira Armstrong in 2 episodi (1978)
- Marek Kanievska in 2 episodi (1979)
- Mike Vardy in 2 episodi (1979)

### Sceneggiatori
Tra gli sceneggiatori sono accreditati:
- P.B. Yuill in 15 episodi (1978-1979)
- Gordon Williams in 5 episodi (1978-1979)
- Richard Harris in 4 episodi (1978-1979)
- Tony Hoare in 3 episodi (1978)
- Trevor Preston in 2 episodi (1978-1979)
- Terry Venables in 2 episodi (1978-1979)
- Jim Hawkins in 2 episodi (1979)

## Distribuzione
La serie fu trasmessa nel Regno Unito dal 16 gennaio 1978 al 5 luglio 1979 sulla rete televisiva Independent Television1. In Italia è stata trasmessa con il titolo Hazell.

## Episodi
| Stagione         | Episodi | Prima TV Regno Unito |
| ---------------- | ------- | -------------------- |
| Prima stagione   | 10      | 1978                 |
| Seconda stagione | 12      | 1979                 |